# Flora Thomé
Flora Egídio Thomé (Três Lagoas, 14 de novembro de 1930 - Três Lagoas, 01 de abril de 2014) foi uma poetisa brasileira.
Pertenceu à Academia Sul-Matogrossense de Letras, cadeira nº 33. Atuou como professora; exerceu o magistério por 42 anos, na cidade de Três Lagoas. Publicou Cirros, Canção desnuda; 61- e o experimentalismo polivalente na literatura; Poesia - Antologia dimensional de poetas três-lagoenses; Poesia - Cantos e recantos; Retratos;Haicais e Nas águas do tempo.